# Violeta Demonte Barreto
Violeta Demonte Barreto   (Paraná, 27 de juny de 1944) és una lingüista chomskyana argentina. Ha estat catedràtica de Llengua Espanyola de la Universitat Autònoma de Madrid i en 2008 va ser acollida pel Centre de Ciències Humanes i Socials del Consell Superior d'Investigacions Científiques.
Va estudiar a l'Argentina, i més tard, a la Universitat d'Indiana (EUA), a la Universitat Complutense de Madrid i a la Universitat Autònoma de Madrid. En 1975 va obtenir el doctorat en Filologia Hispànica per la UAM, sota la direcció de Fernando Lázaro Carreter, amb la tesi Las oraciones subordinadas sustantivas en una gramática generativa del español. De 1978 a 1981 fou Secretària acadèmica de la Facultat de Filosofia i Lletres de la Universitat Autònoma de Madrid i des de 1985 és catedràtica de llengua espanyola en aquesta mateixa universitat.
Ha publicat un manual de sintaxi, Teoría sintáctica. De las estructuras a la rección (Síntesis, 1989) i el llibre Detrás de la palabra (Alianza, 1991). També ha col·laborat amb l'acadèmic Ignacio Bosque Muñoz en la direcció de la Gramática descriptiva de la lengua española (RAE/Espasa Calpe, 1999).
A més de la seva labor acadèmica, ha exercit càrrecs d'importància en l'administració, com el de Directora General de Recerca (2004-2007) en el Ministeri d'Educació i Ciència d'Espanya, del que va cessar el 10 de setembre de 2007.
En 2014 li concediren el Premi Nacional d'Investigació Ramón Menéndez Pidal.